# Hans van Helden
Hans van Helden (n. 27 aprilie 1948, Almkerk⁠(d), Brabantul de Nord, Țările de Jos) este un patinator de viteză neerlandez, medaliat olimpic. A participat la 3 ediții ale Jocurilor Olimpice (1976, 1984, 1988) în care a câștigat 3 medalii de bronz.